# Jackson Mabokgwane
Jackson Mabokgwane (Polokwane, 19 de janeiro de 1988) é um futebolista profissional sul-africano que atua como goleiro.

## Carreira
Jackson Mabokgwane representou o elenco da Seleção Sul-Africana de Futebol no Campeonato Africano das Nações de 2015.